# جیک توماس
 جیک توماس (انگلیسی: Jake Thomas؛ زادهٔ ۳۰ ژانویهٔ ۱۹۹۰) یک هنرپیشه اهل ایالات متحده آمریکا است.

## فیلم‌شناسی
از فیلم‌ها یا برنامه‌های تلویزیونی که وی در آن نقش داشته است می‌توان به هوش مصنوعی، سریال لیزی مک‌گوایر  و فیلم لیزی مک‌گوایر اشاره کرد.